# الغائبة (فلم)
الغائبة فيلم دراما مصري لعام 1955 للمخرج عز الدين ذو الفقار، قصة وسيناريو وحوار يوسف جوهر. الفيلم من بطولة كمال الشناوي، ومريم فخر الدين، ومحمود المليجي، وعلوية جميل، ونتابع في الفيلم محاولة خالة بطل الفيلم  ان يتزوَّج ابن شقيقتها من ابنتها، ولكن حينما يتزوَّج من امرأة يحبها، تبدأ الخالة في زَرْع الخِلافات بينهما، وذلك لغيرتها الشديدة وحقدها عليهما.
صدر الفيلم إلى دور العرض المصرية في 17 أكتوبر 1955.
منح موقع قاعدة بيانات الأفلام العربية «السينما.كوم» الفيلم درجة 5.4/ 10.

## ملخص أحداث الفيلم
يعيش زوجان في سعادة وحب، خالة الزوج تضع الخطط من أجل إزعاجهما ودب الشقاق بينهما، لأنها في حقيقة الأمر كانت تريد من الزوج أن يتزوج ابنتها، لكنه توج حبه بالفتاة التي اختارها قلبه وتزوجها مما أشعل نار الغيرة في قلب خالته، تصاب الزوجة في حادث تفقد على أثره ذاكرتها، ولا تعرف عن ماضيها شيئًا.

## طاقم التمثيل
- كمال الشناوي
- مريم فخر الدين
- علوية جميل
- محمود المليجي
- سميحة أيوب
- مختار عثمان
- عزيزة حلمي
- ثريا فخري
- علي رشدي
- أنور زكي
- علية فوزي
- عبد العظيم كامل
- كوثر شفيق
- عبد المنعم إسماعيل
- إبراهيم حشمت.[9][10]

## أبطال الفيلم
كمال الشناوي: كان كمال الشناوي قد صدر له 9 أفلام عام 1954، وجاء عام 1955 ليصدر له 9 أفلام أخرى، بواقع فيلم كل 40 يوماً، ولهذا نقرأ على موقع الصحيفة الكويتية "الجريدة" (أحد أكثر المصادر المُستخدمة في ويكيبيديا العربية): "رغم انشغال كمال الشناوي بفنه وأفلامه، لكنه حرص على ألا يكون منفصلا عن الواقع والأحداث الجارية في المجتمع، فبعد ترحيبه الشديد بثورة الجيش في 23 يوليو 1952، أعلن تأييده المطلق للزعيم جمال عبدالناصر، كرئيس للجمهورية عام 1954 .... قرر كمال أن يتبرع بأجره كاملا عن فيلم "الجسد" للمساهمة في تسليح الجيش المصري... بعد النجاح الكبير الذي حققه فيلم "الجسد" في القاهرة، حرص كمال الشناوي على أن يحضر عرض الفيلم في لبنان"، وعن تدافع اللبنانيات عند باب الفندق الذي يقيم فيه كتب الموقع: "لولا تدخل العاملين في الفندق، لسقط أرضا من شدة الزحام وتهافت الفتيات عليه، ونجح العاملون في إخراجه من باب خلفي للفندق، لينزل في فندق آخر، حرص على ألا يتم الإعلان عنه... أثناء وجوده في استديو مصر، لتصوير فيلم "الغائبة".... فوجئ كمال الشناوي باستدعاء من قسم شرطة الهرم، وما إن دخل القسم، حتى زادت دهشته، حيث اكتشف أن فتاة لبنانية اختفت في ظروف غامضة، وعرفت الشرطة من إدارة الفندق، أن كمال الشناوي كان من بين آخر من اتصلت بهم الفتاة قبل أن تختفي... عاد كمال الشناوي لاستكمال فيلم "الغائبة" وفي الوقت نفسه راح يصور فيلم "صحيفة السوابق".
محمود المليجي وعلوية جميل: استمر زواج محمود المليجي وعلوية جميل لمدة 44 سنة، وأطلق المليجي لقب «المرأة الحديدية» على زوجته بسبب صرامتها ومنعها له من استضافة أصدقائه في المنزل للسهر، إلى جانب رقابتها الشديدة عليه، كونه ينجذب للنساء الأخريات بسهولة.
تزوج المليجي الممثلة والمغنية المصرية درية أحمد (والدة الفنانة المصرية سهير رمزي)، وعند معرفة علوية جميل أجبرت المليجي على تطليقها، وأجبرت إسماعيل ياسين على طردها من فرقته التي كانت درية ضمنها. وبعد فترة وفي عام 1965 وقع محمود المليجي في حب الممثلة ذات الأصول اللبنانية فوزية الانصاري، وقرر الزواج منها، لكن الخبر تسرب إلى علوية جميل، وأجبرت المليجي على تطليق فوزية في ثالث أيام الزواج، واتصلت هاتفيا بالعروس وقالت لها بنفسها: «أنت طالق يا فوزية».
كان هناك علاقة حب وزواج أخيرة لم تعرف عنه علوية جميل شيئا هو زواج المليجي من الفنانة سناء يونس التي رفضت أيضا أن تعلن عن زواجها منه احتراماً للفنانة علوية جميل، وظل الأمر كذلك.

## روابط خارجية
- مقالات تستعمل روابط فنية بلا صلة مع ويكي بيانات
- الغائبة على موقع الدهليز
- الغائبة على موقع كاروهات

https://www.filfan.com/news/127193 الغائبة (فيلم)
https://al-ain.com/article/mahmoud-el-meligy-philosopher الغائبة (فيلم)